# Geranium ardjunense
Geranium ardjunense là một loài thực vật có hoa trong họ Mỏ hạc. Loài này được Zoll. & Moritzi mô tả khoa học đầu tiên năm 1845.